# Thịt gác bếp

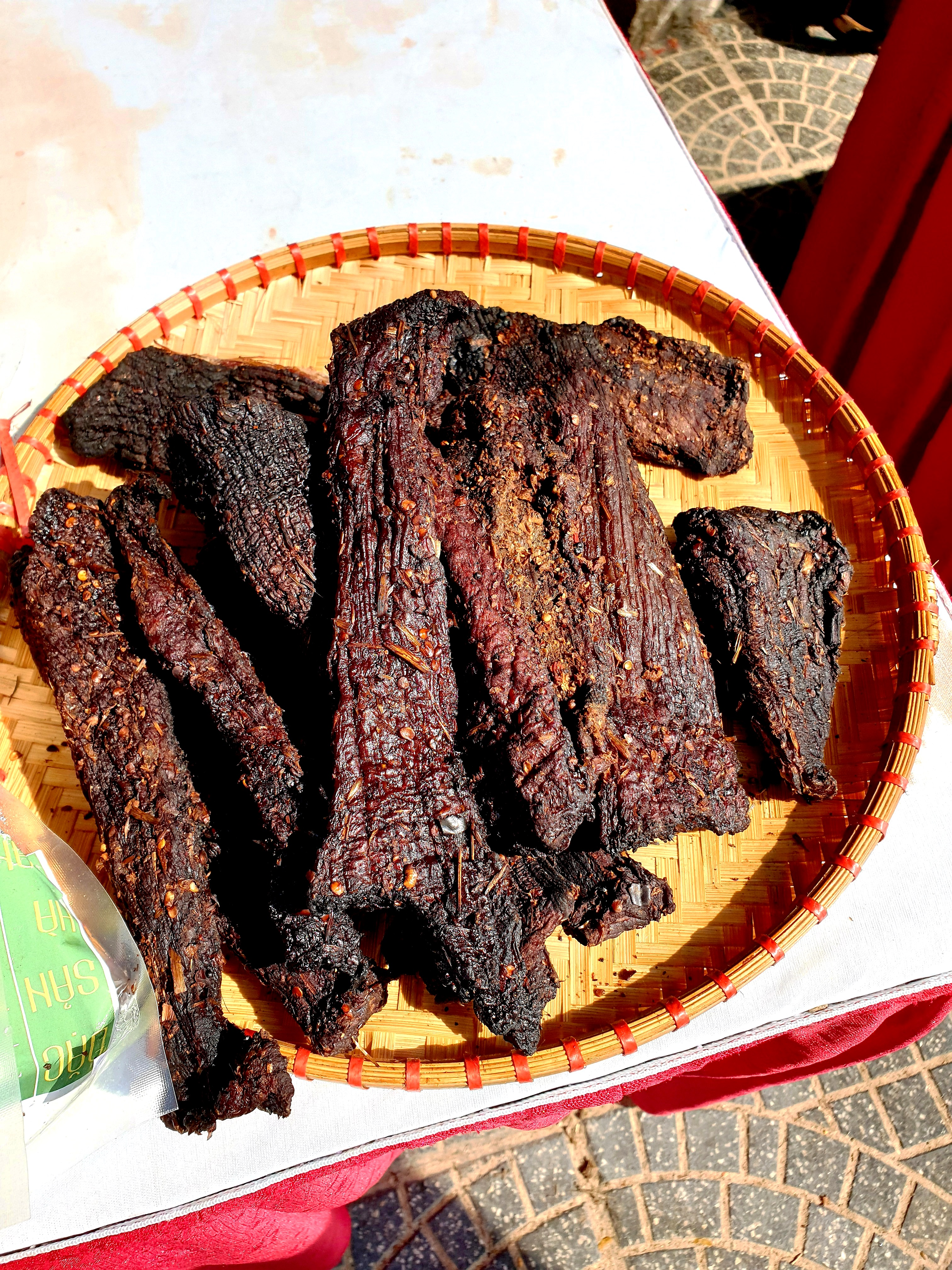
Thịt trâu gác bếp mắc khén, đặc sản vùng Tây Bắc tại Lễ hội ẩm thực Cửa Việt năm 2023

Thịt gác bếp (tiếng Trung: 腊肉; Hán-Việt: lạp nhục; bính âm: làròu) là món ăn đặc sản của các dân tộc vùng Tây Bắc Việt Nam và phổ biến ở các tỉnh Tứ Xuyên,Hồ Nam, Trùng Khánh, Quý Châu, Giang Tây và Quảng Đông; nhưng nó cũng được làm ở các vùng khác của miền Nam (Trung Quốc) dùng để thiết đãi khách quý. Được chế biến từ bắp của trâu, bò, lợn thả rông trên các vùng núi Tây Bắc.
Món thịt này được làm từ thịt của những chú trâu, bò nhà thả rong trên các vùng núi đồi Tây Bắc, phần ngon nhất được dùng là thịt bắp, loại không có gân và đã lọc bỏ hết bạc nhạc (bèo nhèo). Khi làm, người ta lóc các thớ thịt ra thành từng miếng thịt kiểu con chì và thái dọc thớ dài khoảng 20 cm, dày 5 cm, tẩm ướp các gia vị rồi hun bằng khói của than củi từ các núi đá. Với miếng thịt trâu thành phẩm, mùi khói gần như vẫn còn nguyên, song lại không gây khó chịu.
Các kỹ thuật chế biến đều là gia truyền, song sản phẩm khá thuần nhất. Người làm dùng cách tẩm ướp tự nhiên thịt với các gia vị khác như ớt, gừng, đặc biệt là mắc khén - một loại hạt tiêu rừng của người dân tộc thiểu số vùng cao Tây Bắc. Các gia vị này thậm chí còn thấy nguyên trên từng thanh thịt. Món này được chế biến hoàn toàn tự nhiên, không có chất bảo quản nhưng vẫn để dự trữ được khoảng một tháng.
Đối với các dân tộc thiểu số ở Trung Quốc, cách chế biến thịt gác bếp cũng có nét tương đồng. Ví dụ như với chân giò lợn, người ta thường ướp rất nhiều muối  và bột hoa tiêu để thấm vào vùng bì lợn trong vòng 1 tháng. Ép chân giò với vật nặng nửa tháng, sau khi ép xong, hong gió cho khô khoảng gần 1 năm trở lên. Khi chế biến hun khói, người Trung Quốc sử dụng lá ngải cứu phơi khô đốt lên cùng rơm để hun khói miếng thịt.

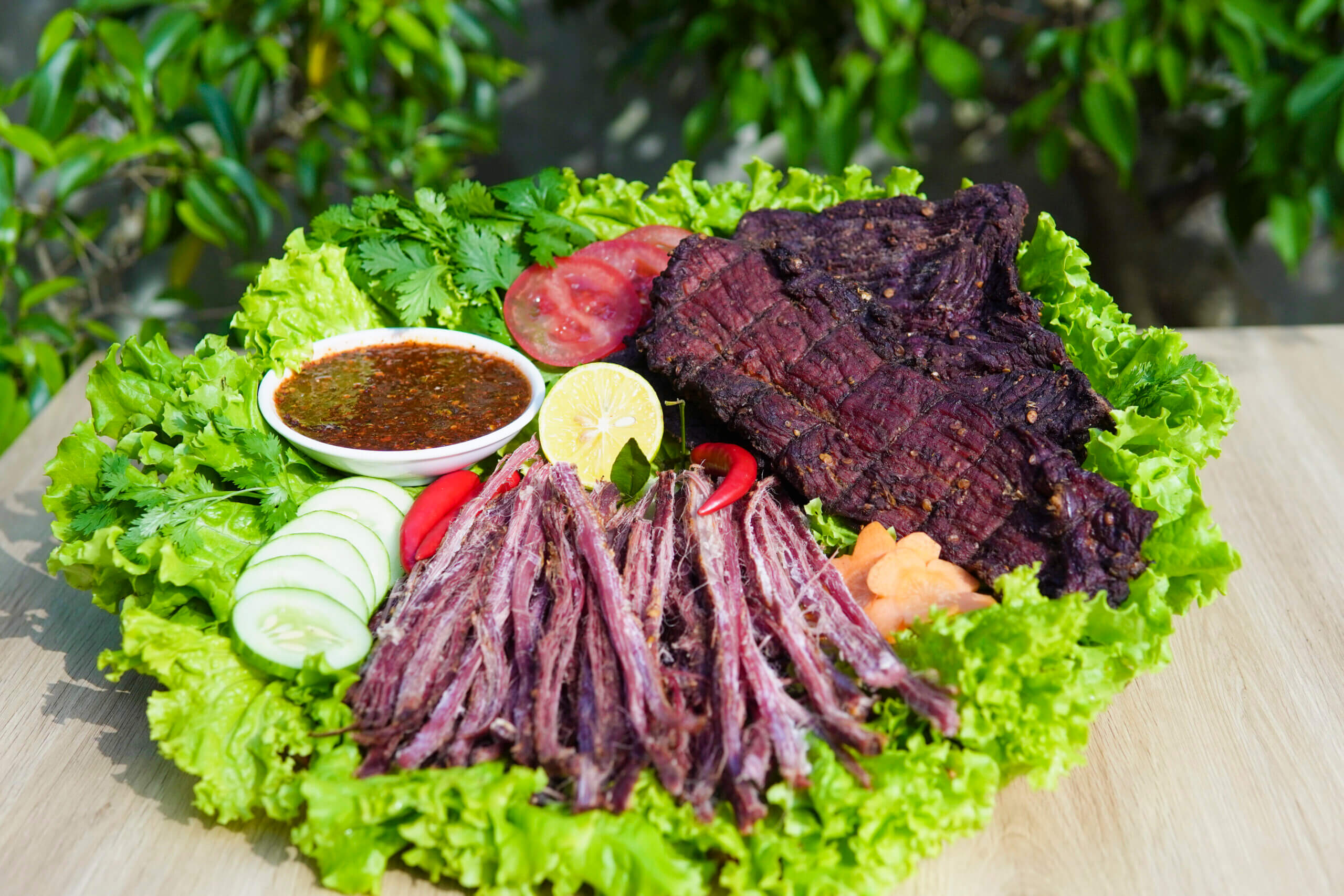
Hình ảnh miếng thịt trâu gác bếp - đặc sản Tây Bắc